# Paracopidosoma parallelum
Paracopidosoma parallelum är en stekelart som beskrevs av Hoffer 1957. Paracopidosoma parallelum ingår i släktet Paracopidosoma och familjen sköldlussteklar. Inga underarter finns listade i Catalogue of Life.